# Xavier (Amsterdam)
Xavier is een appartementencomplex in Amsterdam-Zuid. Het complex is genoemd naar terrein X waarop gebouwd werd.
Het complex van 159 appartementen bestaat uit een bouwvolume verdeeld over verschillende hoogten. De voorzijde staande aan de Gustav Mahlerlaan is hoogbouw met 21 verdiepingen. De achterzijde wordt gevormd door twee blokken (relatieve) laagbouw van zes etages hoog met een ingang aan de George Gershwinlaan. Het U-vormig complex bestaat uit een onderverdieping waarin commerciële ruimten gevestigd zijn met daaronder een parkeergarage. Boven de plint begint het woongedeelte met een combinatie van huur- en koopwoningen. Er werd gebouwd tussen 2016 en 2019. Binnen de grotendeels rechthoekige constructies in het kantorensegment langs de Zuidas valt dit complex op door haar robuuste balkonranden (voorzijde) en de verspringende balkons (achterzijde).  
Het ontwerp is afkomstig van Pim Köther van K en K Architecten.